# Darren Foreman
Darren Foreman (Southampton, 12 febbraio 1968) è un ex calciatore inglese, di ruolo attaccante.

## Carriera
Inizia la carriera nei dilettanti del Fareham Town, da cui nel 1986 lo preleva il Barnsley, club di seconda divisione, nel quale Foreman gioca per le successive 4 stagioni, totalizzando 47 presenze (33 delle quali da titolare) ed 8 reti in campionato.
Nel gennaio del 1990 viene ceduto al Crewe Alexandra, con cui a cavallo tra la stagione 1989-1990 e la stagione 1990-1991 mette a segno 4 reti in 23 presenze in terza divisione; passa quindi allo Scarborough, con cui rimane ininterrottamente fino alla stagione 1994-1995, giocando sempre in quarta divisione, categoria della quale nella stagione 1992-1993 è anche capocannoniere alla pari con Carl Griffiths con 27 reti segnate.
Nel 1995 gioca in Svezia con il Sirius, dove realizza 12 reti in 22 presenze in seconda divisione; l'anno seguente milita invece per alcuni mesi nei semiprofessionisti del Gateshead.

## Palmarès

### Individuale
- Capocannoniere del campionato inglese di quarta divisione:

1992-1993 (27 gol, alla pari con Carl Griffiths)